# Wave Race
Wave Race és videojoc de curses amb motos aquàtiques per la consola de Nintendo anomenada Game Boy, llançat el juliol 1992. Es pot jugar amb una moto aquàtica en una pista en què s'ha de guanyar a l'ordinador (CPU) o a tres amics jugant amb l'accessori anomenat cable link.

## Modes
Hi ha dos modes de joc en què el jugador pot jugar:
Slalom
L'objectiu d'aquest mode és travessar diverses boies per tota la pista. Cada vegada que es passa una augmenta el resultat del jugador en un punt. El jugador que més boies travessi guanya.
Race
Una cursa en el qual el jugador ha de passar tots els checkpoints i completar cada volta en un temps limitat. Hi ha dos propulsions disponibles a la pista.
En ambdós modes hi ha una gran varietat d'obstacles incloent-hi rampes, aigua poc profunda i remolins. Hi ha vuit pistes a cada mode.